# Wickensamenkäfer

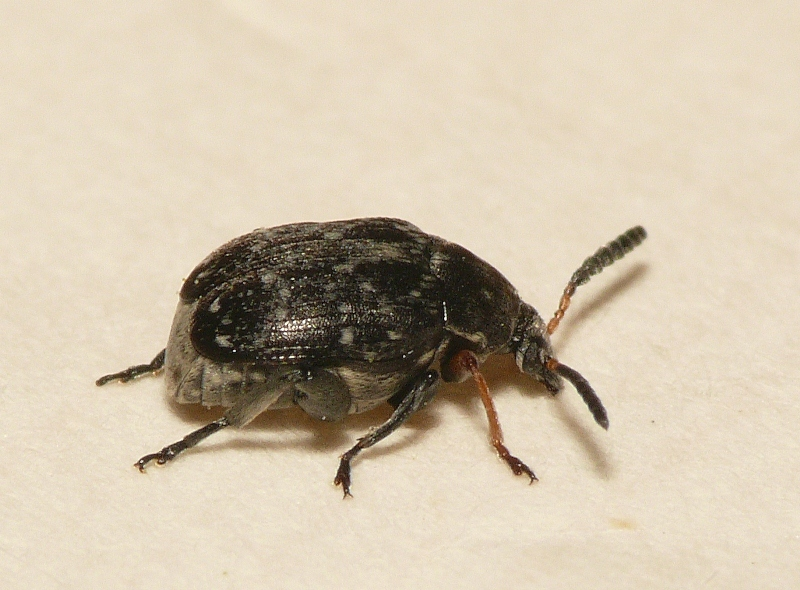
Bruchus atomarius

Bruchus atomarius, auch als Wickensamenkäfer bezeichnet, ist eine Art aus der Unterfamilie der Samenkäfer (Bruchinae). 

## Merkmale
Die Käfer besitzen eine Körperlänge von 2–3,5 mm. Die Deckflügel sind grau gefärbt und weisen weiße Flecken auf. Sie bedecken nicht den ganzen Hinterleib. Hinter dem Schildchen befindet sich meist eine helle Längsmakel. An der Basis der Flügeldecken befindet sich auf dem 3. und 5. Zwischenraum jeweils ein kleiner weißer Fleck. Auf halber Länge verlaufen häufig zwei angedeutete Querbinden über die Deckflügel. Die vier basalen Fühlerglieder sind orange gefärbt. Die Vorderbeine sind rötlich, die Mittel- und Hinterbeine dagegen grau-schwarz. Die Unterseite ist kurz grau behaart. Männchen unterscheiden sich von den Weibchen durch die dickeren Schienen der Mittelbeine, die zudem gebogen und etwas gedreht sind, sie tragen auf der Hinterseite eine Längsfurche sowie einen kurzen Endsporn. Des Weiteren besitzen die Männchen an der Mittelschiene innen über dem Enddorn ein spitzes Zähnchen.

## Vorkommen
Die Käferart kommt in der Paläarktis vor. Sie ist in Europa weit verbreitet. Das Verbreitungsgebiet von Bruchus atomarius reicht in den Nahen Osten sowie über Zentralasien bis nach China.

## Lebensweise
Die Larven der Käferart entwickeln sich in Samen von Vertretern der Gattungen der Wicken (Vicia) und Platterbsen (Lathyrus) sowie Besenginster (Cytisus scoparius). Die Larven bohren sich in die sich entwickelnden Sämlinge und ernähren sich von der Frucht. Die adulten Käfer beobachtet man von Mai bis Juli.

## Natürliche Feinde
Zu den Parasitoiden von Bruchus atomarius zählen die Erzwespenart Baryscapus bruchivorus und die Brackwespenart Bracon praecox.

## Ähnliche Arten
- Ackerbohnenkäfer (Bruchus rufimanus) – größere Art, Unterschiede in der Behaarung der Flügeldecken und der Ventralseite.[2]

## Taxonomie
In der Literatur finden sich folgende Synonyme:
- Bruchus granarius Linnaeus, 1767
- Curculio atomarius Linnaeus, 1761